# HD 162468
HD 162468，又名BD+12 3305，SAO 103145、HR 6650，是一颗恒星，视星等为6.17，位于銀經37.02，銀緯18.81，其B1900.0坐标为赤經17h 46m 4.5s，赤緯+11° 18.81′ 32″。